# Championnat de Tchéquie de football américain
Le Championnat de République tchèque de football américain est une compétition sportive réunissant depuis 1994 l'élite des clubs amateurs tchèques de football américain et organisé par la Ligue Tchèque de Football Américain (Česká Liga Amerického Fotbalu en tchèque).
La finale nationale est dénommée le "Czeck Bowl".

## Organisation en saison 2018
Les équipes tchèques participant aux championnats sont réparties comme suit :
- Bitters League (ou 1re division) :
  - Composée de 7 équipes en 2018 ;
  - En saison régulière, chaque équipe joue un total de 10 matchs. Chaque équipe joue contre 4 autres équipes en matchs aller et retour et contre les 2 autres équipes (l'une à domicile, l'autre en déplacement) ;
  - Les quatre meilleures équipes de la saison régulière se qualifient pour les demi-finales (le 1er classé contre le 4e et le 2e contre le 4e). Les vainqueurs disputent le Czech Bowl.
- Ligue 2 :
  - Composée de 6 équipes ;
  - En saison régulière, chaque équipe joue un total de 8 matchs. Chaque équipe joue contre 3 autres équipes (en matchs aller et retour) et contre les 2 autres équipes (l'une à domicile, l'autre en déplacement) ;
  - Les deux premiers de la saison régulière se disputent le titre de champion de la 2e division dénommé le Silver Bowl.
- Ligue 3 composée des groupes Nord, Sud et Est :
  - 9 équipes (3 par groupe) ;
  - En saison régulière, chaque équipe joue un total de six matchs soit contre les 2 équipes de son groupe (en matchs aller et retour) et contre 1 équipe des deux autres groupes (l'une à domicile, l'autre en déplacement). Les premiers de chaque groupe et le meilleur second jouent les playoffs : 2 demi-finales et la finale pour le titre de champion de la 3e division dénommé le Bronze Bowl.
- Ligue 4 :
  - Composée de 5 équipes ;
  - En saison régulière, chaque équipe joue un total de six matchs soit contre 2 équipes en matchs aller et retour et contre les 2 autres équipe (l'une à domicile, l'autre en déplacement) ;
  - Les deux premiers de la saison régulière se disputent le titre de champion de la 4e division dénommé l'Iron Bowl.
  - Il n'y a pas de relégation.

Un système de relégation est mis en place entre les division 1, 2 et 3.
Il existe également une division féminine dont le vainqueur remporte le Rose Bowl.

## Clubs de la saison 2020
Le début de la compétition a été reporté d'au moins un mois à la suite de la pandémie de maladie à coronavirus de 2019-2020. Le championnat a débuté le 15 aout et a été arrêtée en fin de saison régulière. Les demi finales et la finale prévues fin octobre ont été annulées à la suite de la pandémie. Elles auraient opposer Brno Sigrs à Usti nad Labem Blades et Vysocina Gladiators à Ostrava Steelers.
- Conférence Ouest :
  - Pilsen Patriots (cs)
  - Prague Lions
  - Usti nad Labem Blades
  - Vysocina Gladiators
- Conférence Est :
  - Aquaponik Ostrava
  - Brno Alligators (cs)
  - Brno Sigrs
  - Přerov Mammoths (cs)

## Palmarès1redivision
| Date | Édition | Vainqueur                                                | Score                                                    | Finaliste                                                |
| ---- | ------- | -------------------------------------------------------- | -------------------------------------------------------- | -------------------------------------------------------- |
| 1994 | I       | Prague Panthers(1)                                       | -                                                        |                                                          |
| 1995 | II      | Prague Panthers                                          | 52 - 22                                                  | Prague Lions                                             |
| 1996 | III     | Prague Panthers                                          | 48 - 30                                                  | Ostrava Steelers                                         |
| 1997 | IV      | Ostrava Steelers                                         | 35 - 21                                                  | Prague Panthers                                          |
| 1998 | V       | Prague Lions                                             | 29 - 08                                                  | Prague Panthers                                          |
| 1999 | VI      | Prague Panthers                                          | 38 - 0                                                   | Prague Lions                                             |
| 2000 | VII     | Prague Panthers                                          | 15 - 13                                                  | Prague Lions                                             |
| 2001 | VIII    | Prague Panthers                                          | 35 - 13                                                  | Brno Alligators                                          |
| 2002 | IX      | Prague Panthers                                          | 52 - 14                                                  | Brno Alligators                                          |
| 2003 | X       | Prague Panthers                                          | 23 - 14                                                  | Prague Lions                                             |
| 2004 | XI      | Prague Lions                                             | 13 - 03                                                  | Prague Panthers                                          |
| 2005 | XII     | Prague Lions                                             | 24 - 09                                                  | Prague Panthers                                          |
| 2006 | XIII    | Prague Lions                                             | 38 - 21                                                  | Bratislava Monarchs                                      |
| 2007 | XIV     | Prague Panthers                                          | 28 - 13                                                  | Prague Lions                                             |
| 2008 | XV      | Prague Panthers                                          | 24 - 14                                                  | Prague Lions                                             |
| 2009 | XVI     | Prague Panthers                                          | 24 - 14                                                  | Prague Lions                                             |
| 2010 | XVII    | Prague Panthers                                          | 74 - 0                                                   | Prague Lions                                             |
| 2011 | XVIII   | Prague Black Hawks                                       | 32 - 31                                                  | Prague Panthers                                          |
| 2012 | XIX     | Prague Black Hawks                                       | 35 - 34                                                  | Prague Panthers                                          |
| 2013 | XX      | Prague Black Panthers                                    | 48 - 09                                                  | Prague Lions                                             |
| 2014 | XXI     | Prague Black Panthers                                    | 40 - 0                                                   | Příbram Bobcats                                          |
| 2015 | XXII    | Prague Black Panthers                                    | 53 - 13                                                  | Příbram Bobcats                                          |
| 2016 | XXIII   | Prague Black Panthers                                    | 10 - 09                                                  | Prague Lions                                             |
| 2017 | XXIV    | Prague Black Panthers                                    | 28 - 0                                                   | Ostrava Steelers                                         |
| 2018 | XXV     | Prague Black Panthers                                    | 30 - 07                                                  | Ostrava Steelers                                         |
| 2019 | XXVI    | Prague Lions                                             | 29 - 23                                                  | Ostrava Steelers                                         |
| 2020 | XXVII   | Championnat arrêté à la suite de la pandémie de Covid-19 | Championnat arrêté à la suite de la pandémie de Covid-19 | Championnat arrêté à la suite de la pandémie de Covid-19 |
| 2021 | XXVIII  | Vysočina Gladiators                                      | 23 - 0                                                   | Prague Lions                                             |
| 2022 | XXIX    | Prague Lions                                             | 35 - 29                                                  | Vysočina Gladiators                                      |
| 2023 | XXX     | Vysočina Gladiators                                      | 42 - 28                                                  | Ostrava Steelers                                         |
| 2024 | XXXI    | Nitra Knights                                            | 35 - 28                                                  | Znojmo Knights                                           |

(1) Le champion national a été déterminé au terme de la saison régulière en 1994.
| Rang | Club                                       | Nombre de titres | Dernier titre | Nombre de finales perdues | Dernière défaite en finale |
| ---- | ------------------------------------------ | ---------------- | ------------- | ------------------------- | -------------------------- |
| 1    | Prague Panthers / Prague Black Panthers(2) | 18               | 2018          | 6                         | 2012                       |
| 2    | Prague Lions                               | 6                | 2022          | 11                        | 2021                       |
| 3    | Vysočina Gladiators                        | 2                | 2023          | 1                         | 2022                       |
| 4    | Prague Black Hawks                         | 2                | 2012          | -                         | -                          |
| 5    | Ostrava Steelers                           | 1                | 1997          | 3                         | 2023                       |

(2) En 2011, les Prague Panthers et les Prague Black Hawks fusionnent pour former l'équipe des Prague Black Panthers.

## Palmarès2edivision
| Nombre de titres | Équipes               | Saisons          |
| ---------------- | --------------------- | ---------------- |
| 3                | Pardubice Stallions   | 2010, 2011, 2015 |
| 3                | Brno Alligators       | 2006, 2007, 2017 |
| 1                | Příbram Rams          | 2000             |
| 1                | Havířov Devils        | 2008             |
| 1                | Budweis Hellboys      | 2012             |
| 1                | Pilsen Patriots       | 2013             |
| 1                | Ostrava Steelers      | 2014             |
| 1                | Brno Sígrs            | 2016             |
| 1                | Ústí nad Labem Blades | 2018             |
| 1                | Přerov Mammoths       | 2019             |

## Palmarès3edivision
| Nombre de titres | Équipes                 | Saisons          |
| ---------------- | ----------------------- | ---------------- |
| 3                | Bílovice Sígrs          | 2012, 2014, 2015 |
| 1                | Brno Alligators (cs)    | 2016             |
| 1                | Přerov Mammoths         | 2017             |
| 1                | Prague Black Panthers 2 | 2018             |
| 1                | Zlín Golems             | 2019             |

## Palmarès4edivision
| Nombre de titres | Équipes                  | Saisons |
| ---------------- | ------------------------ | ------- |
| 1                | Znojmo Knights (cs)      | 2015    |
| 1                | Vysočina Gladiators (cs) | 2016    |
| 1                | Třinec Sharks            | 2017    |
| 1                | Liberec Titans           | 2018    |
| 1                | Budweis Hellboys         | 2019    |

## Palmarès division féminine
| Nombre de titres | Équipes           | Saisons          |
| ---------------- | ----------------- | ---------------- |
| 2                | Brno Amazons      | 2016, 2017, 2018 |
| 1                | Prague Black Cats | 2015             |